# 概形論術語
這是概形論術語。欲知代數幾何中概形的簡介，請見條目仿射概形、射影空間、層及概形。本條目旨在列出概形論中的基本技術定義與性質。

## 點
一個概形 {\displaystyle S} 是一個局部賦環空間，故也是拓撲空間，但「{\displaystyle S} 的點」具有三重涵義：
- 拓撲空間意義下的點。
- {\displaystyle T}-值點：對任一概形 {\displaystyle T}，一個 {\displaystyle T}-值點是指一個態射 {\displaystyle T\to S}。
- 幾何點：當 {\displaystyle S} 定義在一個域 {\displaystyle K} 上時（換言之 {\displaystyle S} 是 {\displaystyle \mathrm {Spec} (K)}-概形），一個幾何點乃是一個 {\displaystyle \mathrm {Spec} ({\overline {K}})}-值點，其中 {\displaystyle {\overline {K}}} 表 {\displaystyle K} 的代數閉包。

幾何點是古典問題的主角，例如對複代數簇而言，通常說「點」即指幾何點。拓撲空間的點包括一般點的類比（相對於扎里斯基而非韋伊的理論）。藉由米田引理，考慮所有的概形 {\displaystyle T} 與所有 {\displaystyle T}-值點，可以將概形 {\displaystyle S} 理解為相應的可表函子 {\displaystyle h_{S}}，此觀念是代數幾何發展史上的一大步。

## 纖維
在格羅滕迪克的相對幾何框架下，一態射的纖維有三重涵義：
- 一個點（拓撲意義下）的逆像。
- 兩個態射的纖維積：對於仿射概形，纖維積對應到環的張量積。
- 幾何纖維：設 {\displaystyle S,S'} 為 {\displaystyle \mathrm {Spec} (K)}-概形（{\displaystyle K} 為域），{\displaystyle f:S\to S'} 為一 {\displaystyle \mathrm {Spec} (K)}-態射，{\displaystyle P:\mathrm {Spec} ({\overline {K}})\to S'} 為一幾何點，則 {\displaystyle P} 點的幾何纖維定義為相應的纖維積 {\displaystyle S\times _{S}\mathrm {Spec} ({\overline {K}})}。

## 概形之性質
概形的大部分性質都是「局部的」，換言之：{\displaystyle X} 具有性質甲，若且唯若對其任一開覆蓋 {\displaystyle X=\bigcup _{i}X_{i}}，每個 {\displaystyle X_{i}} 皆具性質甲；而通常只要對一組開覆蓋驗證即可。這類性質有時也被稱為「扎里斯基局部」的，藉以區別對於其他格羅滕迪克拓撲的情形（如平展拓撲）。
考慮一概形 {\displaystyle X} 及一組仿射開子概形 {\displaystyle \mathrm {Spec} A_{i}} 組成的開覆蓋。藉此可將概形的局部性質翻譯為交換環的性質。一個性質甲在上述意義下是局部的，若且唯若相應的環性質在局部化之下不變。
舉例明之，局部諾特概形是能由諾特環的交換環譜覆蓋的概形。由於諾特環的局部化仍為諾特環，局部諾特性確實是上述意義下的局部性質。另一個例子是既約概形，這也是局部性質，因為若一個交換環無冪零元，則其局部化亦然。
分離概形並非局部性質：任何仿射概形都是分離概形，因此任何概形都是「局部分離」的，然而存在非分離的概形。
以下是環的局部性質列表（不全），由此可定義概形的相應性質。以下令 {\displaystyle X:=\bigcup _{i}\mathrm {Spec} A_{i}} 為一概形之開覆蓋。
| 概念             | 定義 | 例子                          | 反例                                     |
| 與概形結構相關者 | 與概形結構相關者 | 與概形結構相關者              | 與概形結構相關者                         |
| ---------------- | --- | ----------------------------- | ---------------------------------------- |
| 不可約           | 若一連通概形 {\displaystyle X} （作為拓撲空間）不能表為兩個閉子集的聯集，除非其中一者為 {\displaystyle X}，則稱之為不可約概形。利用素理想與仿射概形的點的對應，可知連通概形 {\displaystyle X} 不可約若且唯若每個 {\displaystyle A_{i}} 恰有一個極小素理想。凡諾特概形皆可唯一表示為有限個極大不可約閉子集的聯集，這些閉子集稱為其不可約成份。 | 仿射空間、射影空間            | Spec k[x,y]/(xy) =                       |
| 既約             | 環 {\displaystyle A_{i}} 皆為既約環（即：無冪零元素），等價的說法是結構層 {\displaystyle {\mathcal {O}}_{X}} 沒有冪零的局部截面。代數幾何的一大進步是將代數簇推廣為概形，而概形可能是非既約的。 | 代數簇 （根據定義）           | k[x]/(x2)                                |
| 整               | 不可約的既約概形稱作整概形。等價的說法是：該概形可由整環的譜覆蓋。嚴格地說，這只在連通概形上才是局部性質。 | Spec k[t]/f, f 為不可約多項式 | Spec A ⊕ B. (A, B ≠ 0)                   |
| 正規             | 若每個 {\displaystyle A_{i}} 都是整閉的，則稱 {\displaystyle X} 為正規概形。 | 正則概形、帶有理奇點的曲面    | 帶奇點的曲線                             |
| 與正則性相關者   | |                               |                                          |
| 正則             | 若每個 {\displaystyle A_{i}} 都是正則局部環，則稱 {\displaystyle X} 為正則概形。 | 域上的平滑代數簇              | Spec k[x,y]/(x2+x3-y3)=                  |
| Cohen-Macaulay   | 若 {\displaystyle X} 的局部環皆是Cohen-Macaulay環，則稱 {\displaystyle X} 為 Cohen-Macaulay 概形。 | 正則概形、 Spec k[x,y]/(xy)   |                                          |
| 與「大小」相關者 | |                               |                                          |
| 局部諾特         | 每個 {\displaystyle A_{i}} 皆為諾特環。如果此外更要求該覆蓋為有限覆蓋，則該概形稱為諾特概形。 | 古典代數幾何的大部分對象      | {\displaystyle GL_{\infty }=\cup GL_{n}} |
| 鏈               | 若 {\displaystyle X} 的任兩個不可約閉子概形 {\displaystyle Y\subset Z} 之間的極大鏈都有相同長度，則稱 {\displaystyle X} 為鏈概形，這在局部上對應於鏈環。整鏈概形的維度是局部性質。 | 代數幾何的大部分對象          | 見條目鏈環中的反例                       |

## 態射之性質
格羅滕迪克的基本理念之一是強調「相對」性，亦即置重點於態射的性質。概形範疇有一終對象 {\displaystyle \mathrm {Spec} \mathbb {Z} }，所以任何概形可以唯一地理解為 {\displaystyle \mathrm {Spec} \mathbb {Z} }-概形，藉此可以從態射性質定義概形本身的性質。
以下令
{\displaystyle f:Y\to X}
為概形間的態射。一如既往，以下的性質也是局部的，即：若存在開覆蓋 {\displaystyle X=\bigcup U_{i}} 使得 {\displaystyle f} 在 {\displaystyle f^{-1}(U_{i})} 上的限制帶有該性質，則 {\displaystyle f} 本身也帶該性質。

### 與拓撲結構相關的概念
若一個態射在拓撲空間上是開映射，則稱此態射為開態射；閉態射的定義類似。平坦態射皆為開態射。
若 {\displaystyle f(Y)} 在 {\displaystyle X} 中稠密，則稱此態射為優勢態射（英文：dominant morphism，法文：morphisme dominant）。對於仿射概形，優勢態射對應到環的單射同態。

### 開浸入與閉浸入
- 開浸入：若 {\displaystyle f} 同構於一個開子概形的包含映射，則稱之為開浸入。
- 閉浸入：若 {\displaystyle f} 同構於一個閉子概形的包含映射，則稱之為閉浸入。閉浸入在局部上對應到環的商同態。閉浸入可以如下刻劃：{\displaystyle f:Y\to X} 是閉浸入，若且唯若 {\displaystyle f} 在拓撲空間的意義下是個閉浸入（{\displaystyle f:Y\to f(Y)} 是同胚，且 {\displaystyle f(Y)} 是 {\displaystyle X} 中的閉集），而且 {\displaystyle f^{\#}:{\mathcal {O}}_{X}\to f_{*}{\mathcal {O}}_{Y}} 是滿射。
- 浸入：閉浸入與開浸入的合成。

開浸入僅關乎拓撲，而閉浸入則與結構層有關。概形的閉子集可以帶有多種閉子概形結構，其中存在一個始對象，使得其結構層不含冪零元，稱為該閉子集對應的既約子概形。

### 仿射態射與射影態射
若 {\displaystyle X} 的仿射開子概形對 {\displaystyle f} 的逆像仍為仿射概形，則稱 {\displaystyle f} 為仿射態射。用較炫的說法：仿射態射係來自 {\displaystyle {\mathcal {O}}_{X}}-代數的整體 {\displaystyle \mathbf {Spec} } 構造，這是整體版本的交換環譜。例子包括向量叢。
射影態射的定義類似，此時對應到分次 {\displaystyle {\mathcal {O}}_{X}}-代數的整體 {\displaystyle \mathbf {Proj} } 構造，另一種等價的刻劃是： {\displaystyle f} 是射影態射，若且唯若它可分解為閉浸入 {\displaystyle Y\to \mathbb {P} _{X}^{n}:=\mathbb {P} ^{n}\times X} 及自然投影 {\displaystyle \mathbb {P} _{X}^{n}\to X}。

### 分離態射與真態射
- 分離態射：使得對角態射 {\displaystyle \Delta _{Y/X}:Y\to Y\times _{X}Y} 為閉浸入的態射，此概念對應到拓撲學中的豪斯多夫空間。
- 真態射：即滿足下列性質的態射
  - 分離態射
  - 泛閉（即：任一閉浸入 {\displaystyle s:Z\to X} 在對 {\displaystyle f} 取纖維積後仍為閉浸入）
  - 有限型

### 有限型、擬有限與有限態射
若 {\displaystyle X} 有一組仿射開覆蓋 {\displaystyle \mathrm {Spec} \,A_{i}}，使得態射 {\displaystyle f^{-1}(\mathrm {Spec} \,A_{i})\to \mathrm {Spec} \,A_{i}} 對應到 {\displaystyle \mathrm {Spec} \,B_{i}\to \mathrm {Spec} \,A_{i}}，使得 {\displaystyle B_{i}} 是有限 {\displaystyle A_{i}}-模，則稱此態射為有限態射。
若將上述條件改為：{\displaystyle f^{-1}(\mathrm {Spec} \,A_{i})} 有一組仿射開覆蓋 {\displaystyle \mathrm {Spec} \,B_{ij}} ，使得 {\displaystyle \mathrm {Spec} \,B_{ij}} 是有限生成的 {\displaystyle \mathrm {Spec} \,A_{i}}-代數，則稱此態射為局部有限型態射；若上述開覆蓋 {\displaystyle f^{-1}(\mathrm {Spec} \,A_{i})=\bigcup _{j}\mathrm {Spec} \,B_{ij}} 可取為有限的，則稱之有限型態射。代數幾何中探討的多數態射都是有限型態射。
若 {\displaystyle f} 的纖維都是有限的，且是有限型態射，則稱之為擬有限態射。有限態射皆為擬有限態射。

### 平坦態射
若 {\displaystyle f} 在結構層的莖上給出平坦同態，則稱之為平坦態射。視此態射為一族以 {\displaystyle X} 的點為參數的概形，則平坦性可詮釋為纖維在變形下的某些良好性質，例如希爾伯特多項式的不變性。

### 非分歧態射與平展態射
對一點 {\displaystyle y\in Y}，考慮相應的環同態：
{\displaystyle f^{\#}\colon {\mathcal {O}}_{X,f(y)}\to {\mathcal {O}}_{Y,y}.}
令 {\displaystyle {\mathfrak {m}}} 為 {\displaystyle {\mathcal {O}}_{X,f(y)}} 的極大理想，並設
{\displaystyle {\mathfrak {n}}:=f^{\#}({\mathfrak {m}}){\mathcal {O}}_{Y,y}}
若對所有 {\displaystyle y\in Y}，{\displaystyle {\mathfrak {n}}} 是 {\displaystyle {\mathcal {O}}_{Y,y}} 的極大理想，且導出的映射 {\displaystyle {\mathcal {O}}_{X,f(y)}/{\mathfrak {m}}\to {\mathcal {O}}_{Y,y}/{\mathfrak {n}}} 是有限、可分的代數擴張，則稱此態射為非分歧態射。
平坦的非分歧態射稱為平展態射，此外尚有多種等價定義。在代數簇的情形，平展態射恰好是在切空間上導出同構的態射，這正好是微分幾何中平展態射的定義。

### 平滑態射
平滑態射對應到拓撲學中的塞爾纖維化映射，在代數幾何中有多種定義：
- {\displaystyle f:Y\to X} 是有限型平坦態射，且 {\displaystyle \Omega _{Y/X}^{1}} 是局部自由 {\displaystyle {\mathcal {O}}_{Y}}-模，其秩為 {\displaystyle \dim Y-\dim X}。
- {\displaystyle f:Y\to X} 可分解為某個平展態射 {\displaystyle g:Y\to \mathbb {A} _{X}^{n}} 及自然投影 {\displaystyle p:\mathbb {A} _{X}^{n}\to X} 之合成。
- 形式判準：對任何交換環 {\displaystyle A} 及其理想 {\displaystyle I}，並滿足 {\displaystyle I^{2}=(0)}，則 {\displaystyle \mathrm {Hom} _{X}(\mathrm {Spec} (A),Y)\to \mathrm {Hom} _{X}(\mathrm {Spec} (A/I),Y)} 是滿射。

## 外部連結
- Crib Sheet: Properties of Morphisms of Schemes, Johan de Jong

## 文獻
- Grothendieck, Alexandre; Jean Dieudonné.  2nd edition. Berlin; New York: Springer-Verlag. 1971. ISBN 978-3-540-05113-8 （法语）.
- Grothendieck, Alexandre; Jean Dieudonné. . Publications Mathématiques de l'IHÉS. 1960, 4: 5–228  [2022-01-03]. （原始内容存档于2016-03-06）.
- Grothendieck, Alexandre; Jean Dieudonné. . Publications Mathématiques de l'IHÉS. 1961, 8: 5–222  [2022-01-03]. （原始内容存档于2017-01-12）.
- Grothendieck, Alexandre; Jean Dieudonné. . Publications Mathématiques de l'IHÉS. 1961, 11: 5–167  [2022-01-03]. （原始内容存档于2016-03-03）.
- Grothendieck, Alexandre; Jean Dieudonné. . Publications Mathématiques de l'IHÉS. 1963, 17: 5–91  [2022-01-03]. （原始内容存档于2016-04-19）.
- Grothendieck, Alexandre; Jean Dieudonné. . Publications Mathématiques de l'IHÉS. 1964, 20: 5–259  [2022-01-03]. （原始内容存档于2016-03-04）.
- Grothendieck, Alexandre; Jean Dieudonné. . Publications Mathématiques de l'IHÉS. 1965, 24: 5–231  [2022-01-03]. （原始内容存档于2016-03-03）.
- Grothendieck, Alexandre; Jean Dieudonné. . Publications Mathématiques de l'IHÉS. 1966, 28: 5–255  [2022-01-03]. （原始内容存档于2016-03-03）.
- Grothendieck, Alexandre; Jean Dieudonné. . Publications Mathématiques de l'IHÉS. 1967, 32: 5–361  [2022-01-03]. （原始内容存档于2016-03-03）.